# Învățătorul din Vigevano (film)
Învățătorul din Vigevano (titlul original: în italiană Il maestro di Vigevano) este un film dramatic italian, realizat în 1963 de regizorul Elio Petri, după romanul omonim al scriitorului Lucio Mastronardi, protagoniști fiind actorii Alberto Sordi, Claire Bloom, Piero Mazzarella și Guido Spadea.

## Rezumat
Antonio Mombelli este profesor de școală primară, căsătorit și tată de fiu. Deși este mulțumit de viața și salariul său umil, soția sa ambițioasă Ada, îl împinge să renunțe la locul de muncă și să deschidă o mică fabrică de pantofi cu indemnizația de concediere. După falimentul afacerii sale din cauza unei investigații fiscale, Antonio susține un nou examen pentru a se întoarce la slujba de profesor, dar este devastat să afle că Ada îl înșeală cu industriașul local Bugatti...

## Distribuție
- Alberto Sordi – Antonio Mombelli
- Claire Bloom – Ada Badalassi
- Piero Mazzarella – commendator Bugatti
- Guido Spadea – Nanini
- Anna Carena – Drivaldi
- Egidio Casolari – Filippi
- Agniello Costabile – Zarzalli
- Gustavo D'Arpe – Amiconi
- Eva Magni – Giuseppina, prostituata
- Bruno De Cerce – Cipolloni
- Vito De Taranto – directorul Pereghi
- Nando Angelini – jurnalist
- Lilla Ferrante – dra. Cuore
- Gaetano Fusari – doctorul
- Ignazio Gibilisco – Varaldi
- Ezio Sancrotti – Carlo Badalassi
- Tullio Scavazzi – Rino Mombelli
- Lorenzo Logli – angrosist

## Lansare
Filmul Învățătorul din Vigevano a avut premiera în Roma pe data de 20 decembrie 1963.
În România premiera filmului a avut loc la data de 13 ianuarie 1966 la cinematograful „Luceafărul” din capitală.